# Barbara Jordan (tennisspelare)
Barbara Jordan, född 2 april 1957 i Milwaukee, Wisconsin, USA, amerikansk högerhänt professionell tennisspelare. Hon rankades som bäst som nummer 37 på WTA-touren (1980). Äldre syster till tennisspelaren Kathy Jordan.
Barbara Jordan är mest känd för sin singelseger i Australiska öppna 1979. Hon var i den turneringen seedad som nummer fem. På vägen till final besegrade hon bland andra Hana Mandlikova (kvartsfinal). I finalen mötte hon amerikanskan Sharon Walsh som hon besegrade med 6-3, 6-3. Jordan vann därmed sin enda GS-titel i singel.  När Barbaras syster Kathy 1983 nådde finalen i Australiska öppna, blev de det första syskonpar som nått singelfinal i en GS-turnering (dock olika år) sedan Maud Watson mötte sin syster Lillian Watson i singelfinalen i Wimbledonmästerskapen 1884.
Förutom sin singeltitel i Australiska öppna vann Barbra bara ytterligare en singeltitel på WTA-touren, nämligen Detroit 1978. Hon hade större framgång som dubbelspelare och perioden 1978-83 vann hon sex dubbeltitlar på WTA-touren. I mixed dubbel vann hon dessutom sin andra GS-titel under karriären, då hon 1983 vann Franska öppna tillsammans med landsmannen Eliot Teltscher.
Barbara Jordan var en typisk serve-volley-spelare. Hon vann under karriären 135,534 US dollar.

## Grand Slam-titlar
- Australiska öppna
  - Singel - 1979
- Franska öppna
  - Mixed dubbel - 1983